# Корж Павло Діомидович
Павло Діомидович Корж (1904–1968) — фізик, кандидат технічних наук, професор.
Автор понад 100 наукових праць. Царина наукових інтересів — розробка методів фізичного аналізу та контролю окремих елементів у металах, сплавах, рудах.

## Біографія
Народився 14 грудня (27 грудня за новим стилем) 1904 року у місті Ніжині Чернігівської губернії.

### Освіта
У 1929 році закінчив Київський фізико-математичний інститут (нині Київський національний університет імені Тараса Шевченка), здобувши спеціальність «викладач фізико-математичних наук». У 1946 році в Московському інституті сталі та сплавів (нині Національний дослідний технологічний університет «МІСіС») захистив кандидатську дисертацію на тему «Поведінка термоелектрорушійної сили деяких сплавів» і в 1947 році отримав ступінь кандидата технічних наук. У 1960 році Петро Корж був затверджений у вченому званні професора кафедри фізики Магнітогорського гірничо-металургійного інституту (МДМІ, нині Магнітогорський державний технічний університет).

### Діяльність
1931 року прийшов працювати на кафедру фізики Магнітогорського гірничо-металургійного інституту. Працював викладачем фізики у 1932—1933 роках, став завідувачем кафедри у 1934 році та очолював її до кінця життя. 1935 року був керівником секції науковців вузу, 1937 року — головою місцевого комітету. З 1947 до 1955 року був деканом металургійного факультету. Також працював начальником навчальної частини, проректором з наукової та навчальної роботи цього ЗВО.
В результаті проведених вченим досліджень, ученим були запропоновані принципово нові методи спектрального аналізу: зміни тривалості світіння лінії, а також візуальний метод спектрального аналізу відносної інтенсивності лінії елемента у двох пробах. З ім'ям Павла Діомидовича Коржа пов'язано розвиток нового ефективного методу аналізу — термоелектричного. В останні роки життя він із колегами по кафедрі успішно займався розробкою радіометричних методів аналізу та їх застосуванням для контролю процесів збагачення та агломерації руд. Був членом комісії із спектроскопії Уральської філії Академії наук СРСР. Виховав цілу плеяду вчених, серед яких К. З. Фінкін, Л. М. Велус, О. П. Шадрунова, Ю. П. Кочкін, М. М. Штутман та інші.
Помер у Магнітогорську 19 лютого 1968 року. Був похований на Правобережному цвинтарі міста. Пізніше поряд з ним була похована дружина — Салтун Вероніка Олександрівна (1906—1990), яка теж працювала викладачем у МДМІ.
Був нагороджений орденом Трудового Червоного Прапора та медалями, серед яких «За доблесну працю у Великій Вітчизняній війні 1941—1945 рр.».
У Російському національному архіві економіки є документи, які стосуються Петра Коржа.